# 로자를 위하여
"로자를 위하여"(For My Dear Rosa)는 한국에서 제작된 이지상 감독의 1994년 드라마 영화이다. 정진영 등이 주연으로 출연하였다.

## 출연

### 주연
- 정진영
- 김진녕

## 기타
- 조명: 김현일